# Folomana
Folomana is een gemeente (commune) in de regio Ségou in Mali. De gemeente telt 8400 inwoners (2009).